# Rodeo
För andra betydelser, se Rodeo (olika betydelser).

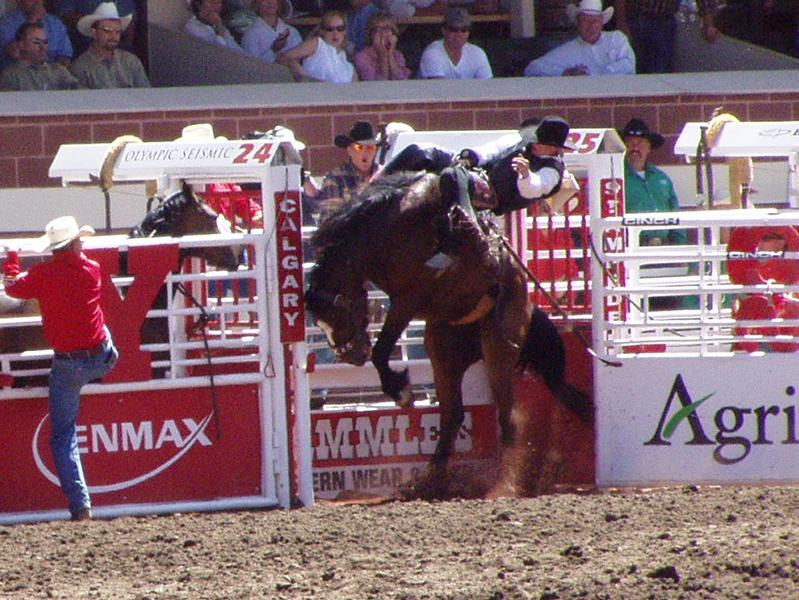

Rodeo är en idrott och underhållningsform kretsande kring hästar och boskap. Den härstammar från USA:s cowboykultur. Klassiska moment är infångandet av kalvar med lasso (engelska: roping), inridning av unga hästar (engelska: bronco) och tjurridning (engelska: bullriding). Rodeo är en känd sport jorden runt. Ordet rodeo kommer troligen från rodear med betydelse runda eller samla in boskap.